# 25488 Figueiredo
25488 Figueiredo è un asteroide della fascia principale. Scoperto nel 1999, presenta un'orbita caratterizzata da un semiasse maggiore pari a 2,5420936 UA e da un'eccentricità di 0,1877124, inclinata di 6,59100° rispetto all'eclittica.